# تشاك أرنت
تشاك أرنت (بالإنجليزية: Charles (Chuck) Arnett)‏ هو فنان أمريكي، ولد في 15 فبراير 1928، وتوفي في 2 مارس 1988.